# 亚丁基苯酞
亚丁基苯酞（英語：butylidenephthalide），又称3-丁叉苯酞。是一种有机化合物，化学式C12H12O2，可见于川芎、当归、朝鲜当归等物种，是此类物种中挥发性精油成分之一。